# Wyrzyki (Skarżyn)
Wyrzyki – część wsi Skarżyn w Polsce położona w województwie mazowieckim, w powiecie węgrowskim, w gminie Wierzbno.
W latach 1975–1998 miejscowość należała administracyjnie do województwa siedleckiego.